# Cyclopina sinaitica
Cyclopina sinaitica – gatunek widłonoga z rodziny Cyclopinidae. Nazwa naukowa tego gatunku skorupiaków została opublikowana w 1979 roku przez rumuńskiego zoologa Francisa Dova Póra.